# Neufchâtel-en-Saosnois
Neufchâtel-en-Saosnois è un comune francese di 980 abitanti situato nel dipartimento della Sarthe nella regione dei Paesi della Loira.

## Monumenti e luoghi d'interesse
- Abbazia di Perseigne

## Società

### Evoluzione demografica
Abitanti censiti